# Wettinidae
Wettinidae (лат.) — семейство тромбидиформных водяных клещей из надсемейства Hygrobatoidea (Parasitengona, Prostigmata). Австралия, Голарктика, Неотропика и Африка. Около 10 видов.

## Описание
Микроскопического размера клещи (около 1 мм и менее). Идиосома овальная, шаровидная, не дорсо-вентрально уплощенная; ноги IV вставлены четко латеральнее средней линии; в целом дорсум изменчив; семь-девять пар Ac в полулунной форме вокруг гонопор (не параллельно латеральному краю идиосомы), генитальные пластинки слиты с вентральным щитом.
Коготки ноги I-leg-6 короткие; если присутствует дорсальный щит (только Stormaxonella), то центральная пластинка окружена только 5 парами пластинок. Вставки ног IV-L латеральные; дорсум без или только с 5 парами пластинок. Гнатосома имаго с нехелатными пальпами; голени длиннее genua. Хелицеры 2-сегментные.
Четвертая пара ног с длинными и массивными трохантерами, голени с 3 или 4 плавательными волосками дистально, лапки длинные и тонкие, с умеренно крупными когтями, но с редуцированными когтевыми впадинами.
Встречаются в ручьях и озерах Европы, Северной Америки, Южной Африки и Австралии. Взрослые особи активно плавают и, предположительно, являются хищниками, а личинки, если они известны, паразитируют на комарах Chironomidae. Взрослые особи Wettina — быстрые и проворные пловцы, а их личинки — паразиты комаров Chironomidae.
Представители рода Bromeliacarus cardoso необычны в отношении мест обитания, поскольку они, по-видимому, живут только в заполненных водой листовых пазухах бромелиевых растений (в фитотельматах Quesnelia arvensis, Bromeliaceae), где они ходят, прикрепляясь к погруженному детриту в «аквариуме» бромелиад или свободно плавая в толще воды. Вид Wettina lacustris Pešić & Smit, 2018 обнаружен в ледниковом озере Биоградско в северной Черногории (Европа).

## Систематика
Включает 6 родов и около 10 видов. Семейство было впервые выделено в 1956 году американским акарологом Дэвидом Р. Куком (09.08.1922 — 17.01.2020) в ранге трибы Wettini в составе Pionidae, с 1976 в ранге подсемейства Wettininae Cook (Smith, 1976: 106), с 2000 в ранге отдельного семейства.
- Bromeliacarus Pešić, 2015[6]
  - Bromeliacarus cardoso Pešić, 2015 (Бразилия)
- Stormaxonella K.O. Viets, 1962 (Южная Африка)[12]
  - Stormaxonella scutulata K.O. Viets, 1962 (ранее в Frontipodopsinae, Aturidae)
- Tasmanaxona Cook, 1986 (Австралия)[13]
  - Tasmanaxona kurtvietsi Cook, 1986
- Wheenyella Cook, 1986 (Австралия) (ранее в Frontipodopsinae)
  - Wheenyella smithi Cook, 1986
- Wheenyoides Harvey, 1990 (Австралия) (ранее в Frontipodopsinae)[14]
  - Wheenyoides cooki Harvey, 1990
- Wettina Piersig, 1892[15] (ранее в Pionidae)
  - Wettina lacustris Pešić & Smit, 2018[7][16]
  - Wettina occidentalis Cook, Smith & Harvey, 2000[4]
  - Wettina octopora Cook
  - Wettina ontario Cook, 1976
  - Wettina podagrica (C.L. Koch, 1837)[17]
  - Wettina primaria Marshall, 1929[18]

## Распространение
Австралия, Бразилия, Европа, Канада, США, Южная Африка.